# Taxa de Fiscalização de Serviços de Energia Elétrica
No Brasil, a Taxa de Fiscalização de Serviços de Energia Elétrica (TFSEE) foi criada, pela Lei nº. 9.427, de 26/12/1996, e regulamentada pelo Decreto nº. 2.410, de 28/11/1997, com a finalidade de constituir a receita da Agência Nacional de Energia Elétrica para cobertura das suas despesas administrativas e operacionais.
A Lei nº. 12.783, de 11/01/2013, reduziu a TFSEE de 0,5% (cinco décimos por cento) para 0,4% (quatro décimos por cento) do valor econômico agregado pelo concessionário, permissionário ou autorizado, inclusive no caso de produção independente e autoprodução, na exploração de serviços e instalações de energia elétrica.
A TFSEE é devida desde 1º de janeiro de 1997, sendo fixada anualmente pela ANEEL e paga em doze cotas mensais, através de boletos disponibilizados no sítio da agência, no endereço www.aneel.gov.br/concessionarios[ligação inativa], podendo ser pagos nas agências bancárias, até a data de vencimento.
O recolhimento da TFSEE fora dos prazos estipulados é acrescido dos encargos moratórios previstos na legislação federal e os valores não recolhidos são inscritos na Dívida Ativa da ANEEL, estando sujeitos à cobrança judicial.